# Moracy do Val
Moracy do Val, nascido na cidade de São Paulo, em 18 de julho de 1937, é um produtor e jornalista brasileiro, mais conhecido por seu trabalho com o grupo Secos e Molhados no primeiro álbum da banda. Trabalhou, antes disso, no jornal A Última Hora com João Apolinário. Mais recentemente trabalhou em produção executiva do filme O Menino da Porteira (2009).
Em 2019, foi biografado no livro “Moracy do Val Show”, escrito por Francisco Ucha e Celso Sabadin, publicado pela Editora Martins Fontes.